# Двигун викривлення

Візуалізація поля викривлення. Корабель міститься у бульбашці нормального простору.

Двигу́н ви́кривлення (Деформаці́йний двигу́н, англ. warp drive) є гіпотетичним засобом для руху в космосі зі швидкістю, вищою за швидкість світла. Зореліт споряджений двигуном викривлення може рухатися зі спостережуваною швидкістю, що на декілька порядків перевищує швидкість світла в обхід релятивістської проблеми уповільнення часу. Різні види цих вигаданих двигунів об'єднує спільний принцип: замість розганяти транспорт, двигун скорочує сам простір між транспортом і ціллю.
Такий тип двигуна часто згадується у науково-фантастичних творах на зразок «Зоряного шляху», яким і популяризований.
На відміну від багатьох інших вигаданих надсвітлових технологій, таких як «стрибковий двигун» або телепортація, двигун викривлення не використовує миттєве переміщення між двома точками. Технологія створює бульбашку нормального часо-просторового континууму, що оточує корабель (на відміну від використання інших реальностей та вимірів з іншими фізичними законами, наприклад гіперпростору в «Зоряних війнах», «Зоряній брамі», «Вавилоні 5» та «Туманності Андромеди»). Отже, космічний корабель, летючи на швидкості викривлення (варп-швидкості) може продовжувати взаємодіяти з об'єктами у «нормальному просторі».

## Історія концепції
Загальну ідею роботи варп-двигуна описав Джон В. Кемпбелл у романі «Острови космосу» (1957). Але вперше термін «космічний варп-двигун» зустрічається в «Брамі до темряви» (1949) Фредріка Брауна. Фантастикознавча книга «Brave New Words: The Oxford Dictionary of Science Fiction» згадує також безіменне оповідання 1941 року, де «викривлення» описується в контексті космічної подорожі. Втім, згадки «вигину або викривлення» простору, що полегшує подорож, можна відшукати в творах ще середини 1930-х років, наприклад, «Кометники» Джека Вільямсона (1936).
Варп-двигун є однією з основ франшизи «Зоряний шлях». Творець серіалу, Джин Родденберрі, прагнув зробити так, щоб персонажі в кожному епізоді за короткий термін опинялися в іншому віддаленому місці, для чого й придумав науковоподібне пояснення надсвітлового руху. У першому пілотному епізоді оригінального серіалу, «Клітка», він згадується як «гіпердвигун», а капітан Пайк називає швидкість досягнення планети Талос IV «викривленням часу, фактор 7». Варп-двигун у «Зоряному шлясі» є однією з найбільш деталізованих вигаданих технологій. Він бере енергію від анігіляції матерії та антиматерії. Перевищення швидкості світла здебільшого називається «варп-фактором» і вимірюється в коефіцієнтах, які з часом змінювалися. Наприклад, перевищення в 64 рази називалося в оригінальному серіалі «варп-фактор 4», але в «Наступному поколінні» показники змінилися. Незмінною лишається максимальна й недосяжна швидкість «варп 10» — миттєве досягнення цілі.

## Можливості реалізації
Теоретичне обґрунтування рішення проблеми руху на надсвітлових швидкостях, що модулює основи двигуна викривлення, було сформульовано фізиком Мігелем Алькуб'єрре у 1994 році. Використання так званої Бульбашки Алькуб'єрре передбачає розширення простору позаду зорельота та стиснення попереду, тоді як сам зореліт перебуватиме в «бульбашці» нормального простору. Подальші розрахунки показали, що така модель потребує негативної маси, існування якої дослідницько не підтверджено, і недосяжної кількості енергії. Тим не менш, подальші дослідження показали, що використання негативної маси і енергії можна зменшити, хоча необхідна енергія, як і раніше, на багато порядків перевершує усю, що може виробити людство. Попередні дослідження за такою технологією 2013 року розпочали вчені з центру NASA.
Крім того, в NASA продовжується пошук нових концептуальних ідей варп-двигуна. Німецький фізик Ерік В. Ленц у 2021 році опублікував статтю, де описав можливість не використовувати негативну масу за умови застосування «бульбашки» як солітона. Головними проблемами лишається стабільність «бульбашки», бо якщо її навіть вдасться створити, деформація простору-часу швидко врівноважиться і зникне або згорнеться у центральну точку; а також керованість зорельота при надсвітловому польоті. При колапсі «бульбашки» повинні виникати гравітаційні хвилі, подібні до тих, що виникають при злитті нейтронних зірок або чорних дір.